# George Bentinck
Pour les articles homonymes, voir Bentinck.
William George Frederick Cavendish-Bentinck, plus connu sous le nom de Lord George Bentinck, né le 27 février 1802 et mort le 21 septembre 1848, est un homme politique britannique.

## Biographie

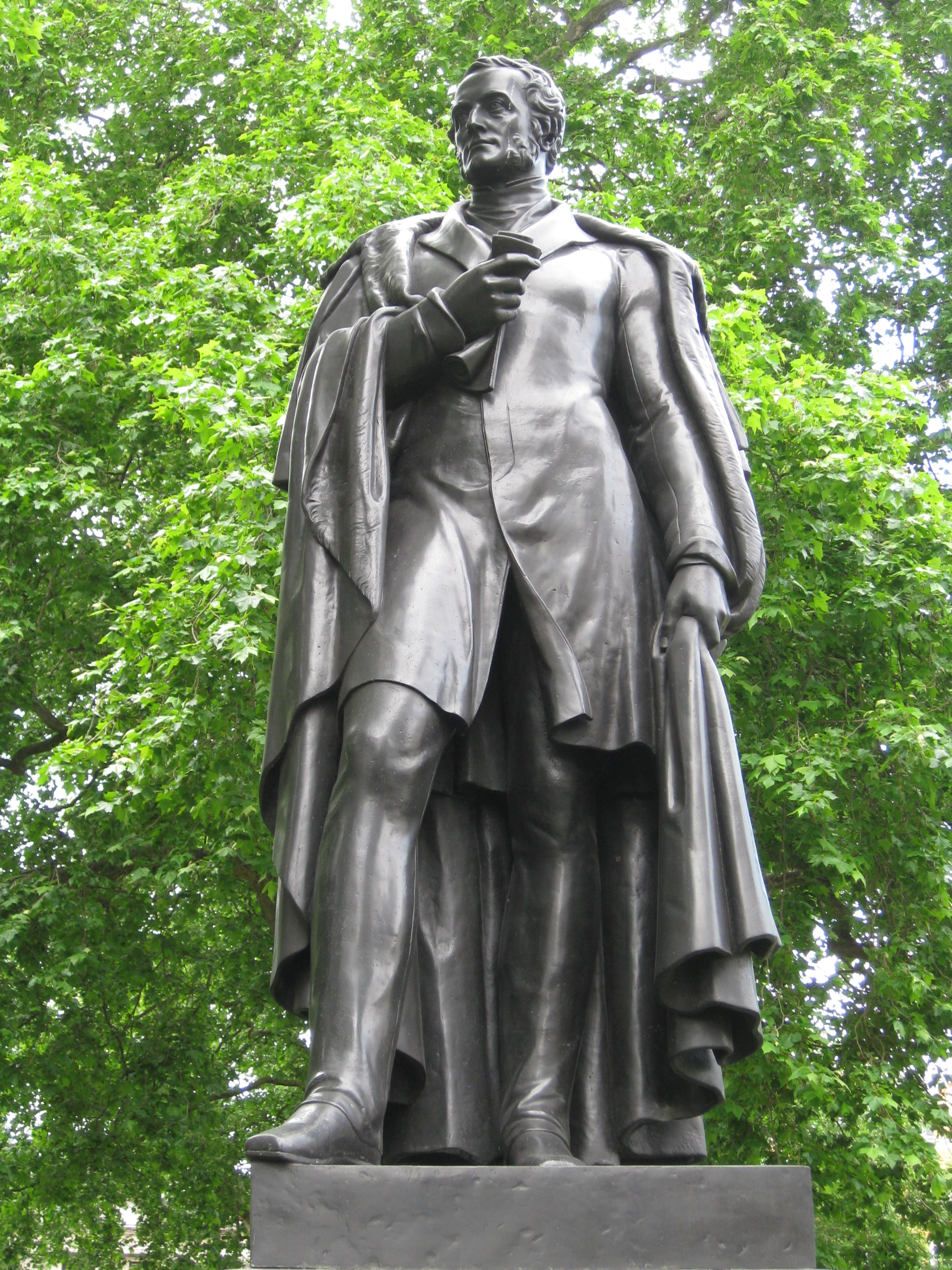
Statue de Lord George Bentinck, Cavendish Square.

Membre de la Chambre des communes, zélé protectionniste, il combat avec ardeur, mais sans succès, la proposition faite par Robert Peel d'autoriser la libre importation des grains en 1845. Ce lord avait la passion des courses et possédait un magnifique haras.
On trouve une statue à son effigie sur Cavendish Square, dans le quartier de Marylebone, à Londres.

## Source
Cet article comprend des extraits du Dictionnaire Bouillet. Il est possible de supprimer cette indication, si le texte reflète le savoir actuel sur ce thème, si les sources sont citées, s'il satisfait aux exigences linguistiques actuelles et s'il ne contient pas de propos qui vont à l'encontre des règles de neutralité de Wikipédia.